# Mademoiselle (série télévisée, 2008)
Pour les articles homonymes, voir Mademoiselle (homonymie).
Mademoiselle est une série télévisée française de format shortcom en 50 épisodes d'environ 6 minutes produite par CALT, réalisée par Jérémie Farley et diffusée du 7 avril 2008 au 27 juin 2008 sur France 2, avant le journal de 20 heures.
Julie Ferrier, auteur, comédienne, danseuse et musicienne, se métamorphose en un clin d'œil dans cette comédie, pour incarner une galerie de personnages hauts en couleur.

## Synopsis
Mademoiselle nous propose un portrait réjouissant et insolite de La Femme Moderne. De la mère de famille à la working girl, de la romantique à l'acariâtre, de l'intello à la potiche, toutes sont saisies dans leurs contradictions et leurs paradoxes. Les situations les plus quotidiennes (la pause café au bureau, le dîner entre amis, le premier rendez-vous ou les courses au supermarché du coin) se transforment alors immédiatement en saynètes hilarantes, parsemées de gaffes, d'incompréhensions et de décalage bien dosé !

## Distribution
- Julie Ferrier : plusieurs rôles